# Otilio Ulate Blanco
Luis Rafael de la Trinidad Otilio Ulate Blanco (ur. 25 sierpnia 1891 w Alajuela, zm. 27 października 1973 w San Jose) – kostarykański dziennikarz i polityk Partii Unii Narodowej (partii konserwatywnej).
W 1948 zwyciężył kandydata Partii Republikańskiej - Rafaela Angela Calderona Guardię - w wyborach prezydenckich dzięki niewielkiej przewadze w liczbie głosów. Wybuchły wówczas skandal, który powstał na skutek unieważnienia wyborów przez prezydenta Teodoro Picado Michalskiego (dzień po wyborach doszło do spalenia budynku z większością urn z głosami) doprowadził do wojny domowej i obalenia rządu. W następnym roku Ulate ostatecznie objął urząd prezydenta, który sprawował do ustąpienia w 1953, jednak w 1962 jeszcze raz wystartował w wyborach o to stanowisko. Od 1970 do 1971 był również ambasadorem w Hiszpanii.